# Asociația de Fotbal a Serbiei
Asociația de Fotbal de Serbiei (sârbă Фудбалски савез Србије, ФСС / Fudbalski savez Srbije, FSS) este forul conducător oficial al fotbalului în Serbia, cu sediul în Belgrad. Este afiliată la FIFA din 1923 și UEFA din 1954. Forul organizează Superliga Sârbă, ligile inferioare și Echipa națională de fotbal a Serbiei.

## Președinți
- Miljan Miljanić 1992 - martie 2001
- Dragan Stojković martie 2001 - iunie 2005
- Tomislav Karadžić iunie 2005 - iulie 2006
- Zvezdan Terzić iulie 2006 - martie 2008
- Tomislav Karadžić iulie 2008 - prezent